# 199e bataillon de chasseurs de haute montagne
Le 199e bataillon de chasseurs de haute montagne (199e BCHM) est une unité de chasseurs alpins de la Seconde Guerre mondiale. Créé à partir de l'école militaire de haute montagne (EMHM), le bataillon participe à la défense des Alpes pendant la bataille de France.

## Histoire
Fin juillet 1939, avec le début de la crise de Dantzig, l'EMHM reçoit l'ordre de préparer un bataillon de réserve, le 199e bataillon alpin de forteresse (BAF).
Le 3 septembre 1939, l'école est dissoute et ses cadres et chasseurs rejoignent le 199e BCHM, nouvelle désignation du 199e BAF. Ils sont rejoints par des réservistes montagnards, dont des guides et moniteurs de ski. De septembre 1939 à juin 1940, le bataillon est commandé par le chef de bataillon Charles Dubus.
Le bataillon est constitué de trois compagnies de combat, une compagnie hors-rang et cinq sections d'éclaireurs-skieurs. Affecté à la 230e demi-brigade alpine du secteur défensif du Rhône, le bataillon est chargé de la défense de la vallée de l'Arve, secteur qui inclut le Mont Blanc,. Il est d'ailleurs pour cela surnommé « bataillon de larves ».
Le bataillon est démobilisé fin juin 1940 après la fin des combats. Il ne voit pas le feu mais perd quatre chasseurs dans des accidents.

## Personnalités ayant servi au sein du bataillon
- Émile Allais, champion de ski[5]
- Marcel Pourchier, militaire de l'armée d'Armistice et résistant, commandant en second du 199e BCHM à la mobilisation[1]